# ترامواي تبسة
ترامواي تبسة (بالإنجليزية: Tebessa tramway) في إطار برنامج الإستثمار المُسطّر من طرف الدولة لعصرنة النقل الحضري، و على غرار العديد من مدن البلاد، أطلقت مؤسسة مترو الجزائر دراسة جدوى لإدراج الترامواي كوسيلة نقل حضرية بولاية تبسة .

## الدراسة
سمحت بتحديد نموذج الخط الأول لترامواي تبسه الرابط بين قطب التنمية الحضرية للعنبة المتواجد في أقصى الجهة الغربية للمدينة وقطب التنمية الحضرية للدكان المتواجد بالجنوب مرورا بوسط المدينة، على طول خط 14.2 كم و 26 محطة مع إنجاز 4 أقطاب تبادل مهمة و مستودع للترامواي قريب من المنطقة الصناعية لتبسه .